# Arterias digitales dorsales de la mano
Las arterias digitales dorsales de la mano son arterias que se originan en las arterias dorsales del metacarpo o interóseas dorsales de las manos. No presentan ramas.

## Trayecto
Nacen de la bifurcación de las arterias dorsales del metacarpo. Discurren a lo largo de los lados y caras dorsales de las falanges de los dedos medio, anular y meñique. Se comunican con las arterias digitales palmares propias.
Acompañan a los nervios digitales dorsales del nervio ulnar y los nervios digitales dorsales del nervio radial.

## Distribución
Se distribuyen hacia el dorso de los dedos de la mano.